# San Fior
Pour les articles homonymes, voir Fior.
San Fior est une commune italienne de la province de Trévise dans la région Vénétie en Italie.

## Culture

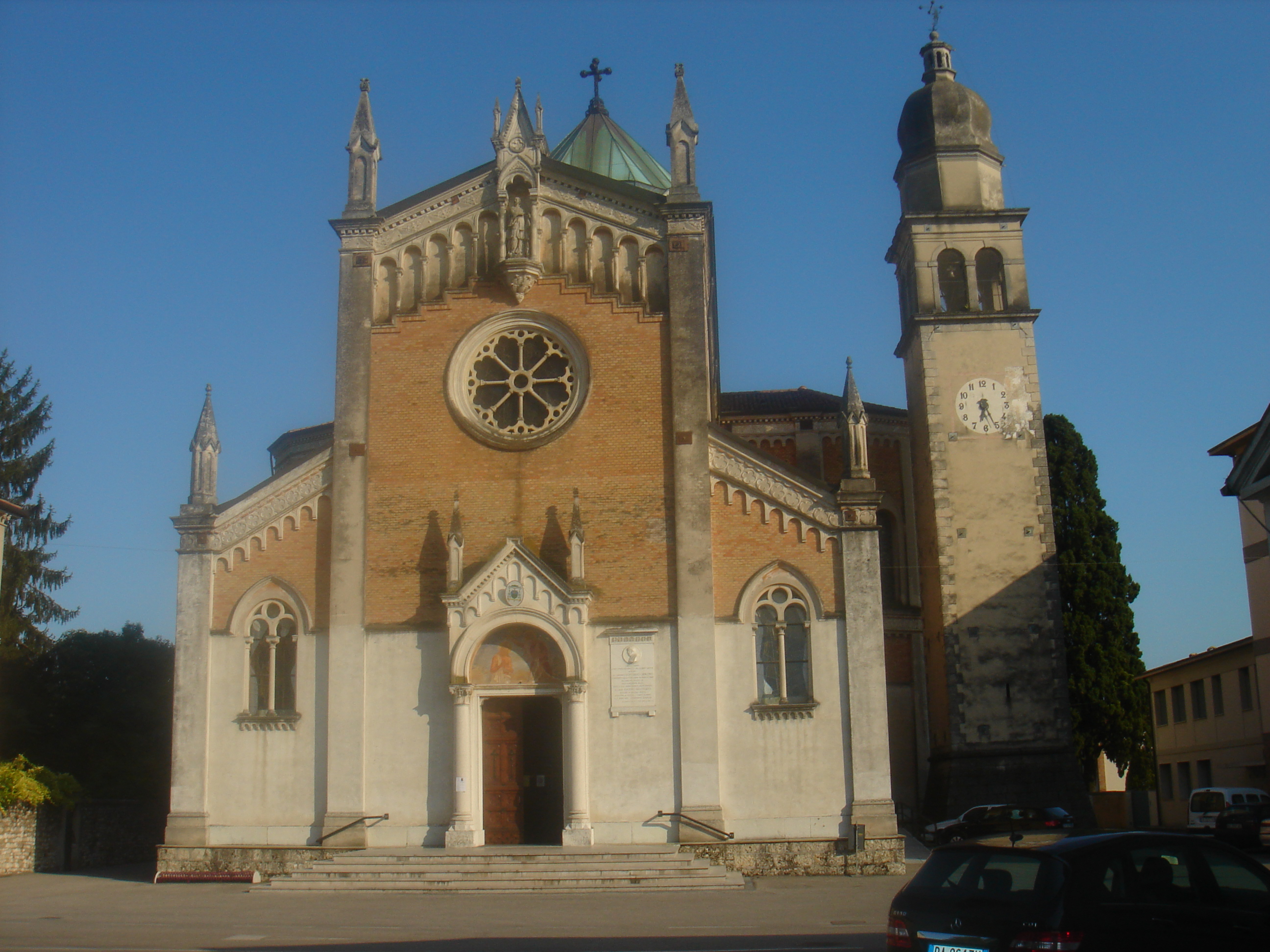
La chapelle

## Administration
| Période                                  | Période | Identité | Étiquette | Qualité |
| ---------------------------------------- | ------- | -------- | --------- | ------- |
|                                          |         |          |           |         |
| Les données manquantes sont à compléter. |         |          |           |         |

### Frazioni
Les hameaux au sens italien sont Castello Roganzuolo, San Fior di Sotto,

### Communes limitrophes
Codognè, Colle Umberto, Conegliano, Godega di Sant'Urbano, San Vendemiano

## Jumelage
- La Balme-de-Sillingy (France) depuis 1998[2]